# Championnat de France de rugby à XV 1928-1929
Navigation
1927-1928 1929-1930

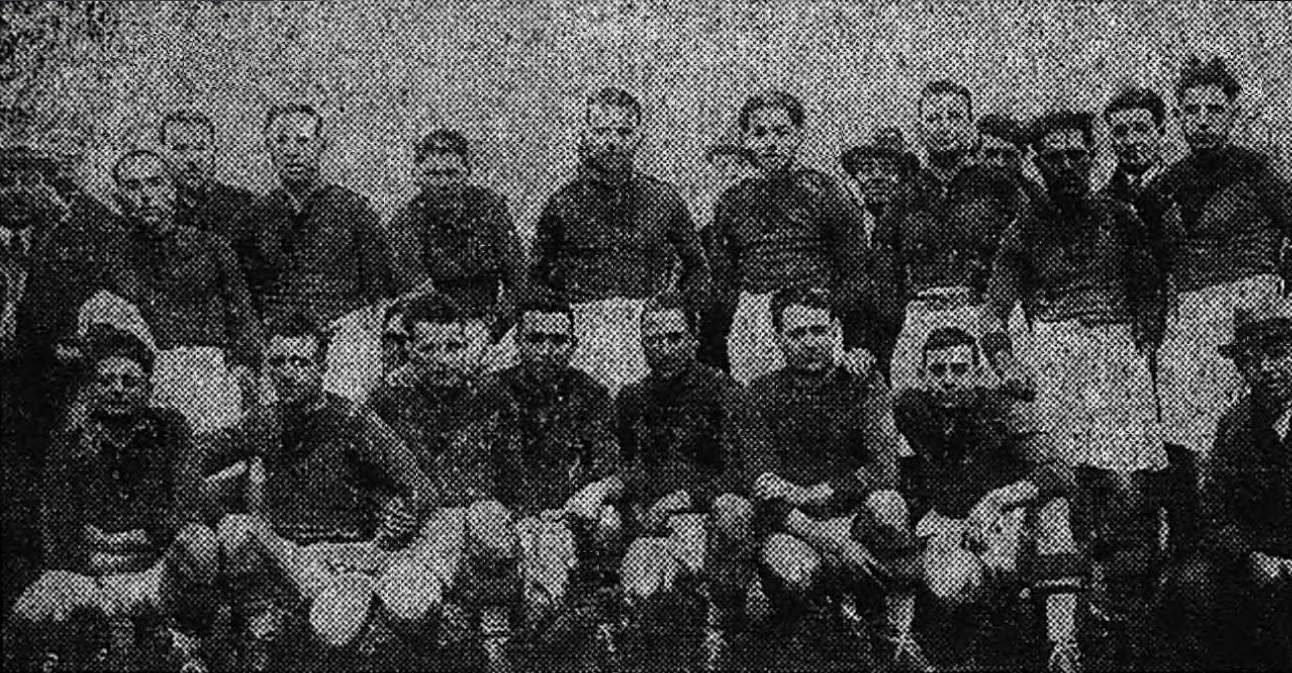
L'US Quillan, champion de France de rugby 1929.

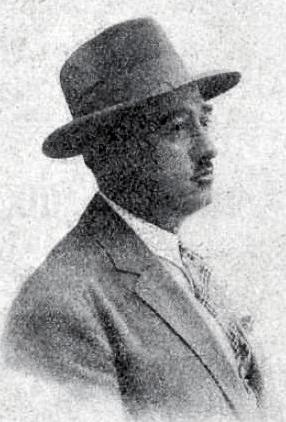
Jean Bourrel, maire et conseiller général de Quillan, en mai 1929.

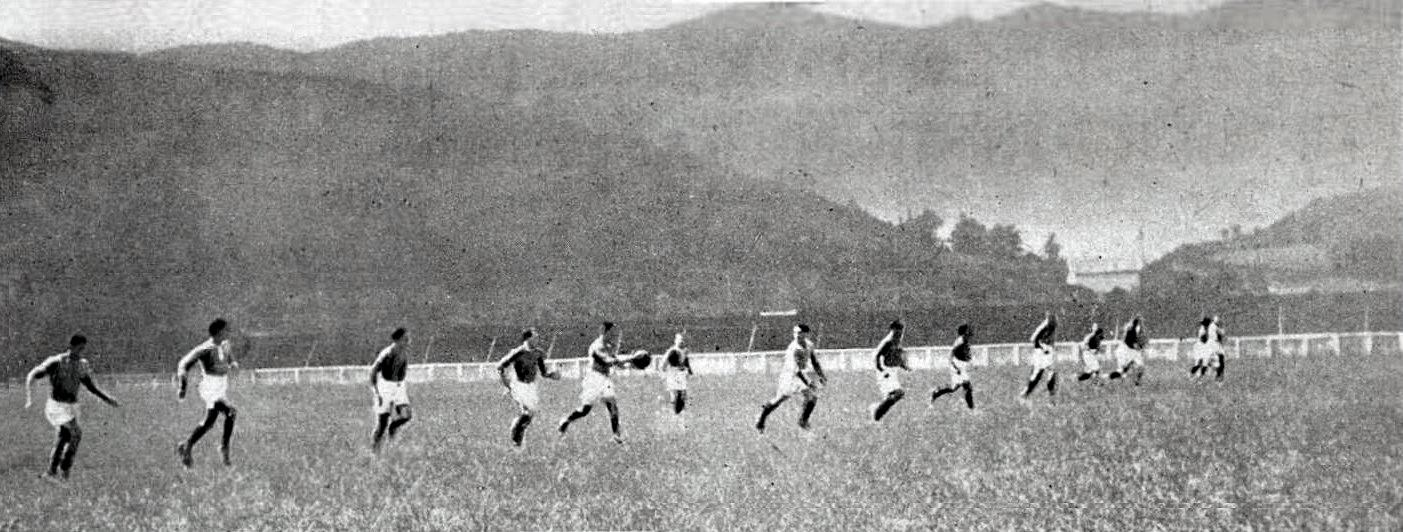
L'US Quillan à l'entrainement à domicile, en mai 1929 dans ses contreforts Pyrénéens.

Le championnat de France de rugby à XV de première division 1928-1929 est remporté par l'US Quillan qui a battu le FC Lézignan en finale.
Cette victoire apparaît pour certains observateurs comme une conquête de mercenaires, Quillan ayant recruté notamment une partie de l'équipe de Perpignan.
C'est le début d'une crise qui verra 12 puis 14 des clubs les plus prestigieux quitter le giron de la FFR.
Le championnat met aux prises 40 équipes réparties en huit poules de cinq.

## Poules de cinq
Ce sont (par ordre alphabétique) : 
| Poule A - SC Albi - AS Carcassonne - FC Lyon - Section paloise - CA Périgueux           | Poule B - Aviron bayonnais - FC Grenoble - US Quillan - Racing club de France - TOEC     | Poule C - Stade bagnérais - SBUC, - Arlequins perpignanais - Stade toulousain - CS Vienne |
| Poule D - AS Bayonne, - CASG - US Cognac - CS Pamiers - RC Toulon                       | Poule E - CA Bègles - AS Béziers - Boucau stade - Saint-Girons SC - Stade français Paris | Poule F - Biarritz olympique - FC Lourdes - US Montauban - AS Montferrand - US Perpignan  |
| Poule G - US Dax - UA Libourne - USA Limoges - RC Narbonne - Union sportive Fumel Libos | Poule H - SU Agen - SA Bordeaux - FC Lézignan - SC Mazamet - Stadoceste tarbais          |                                                                                           |

Les trois premiers de chacune de ces poules se sont qualifiés pour 8 poules de 3.

## Poules de trois
Ce sont (par classement à l'issue des poules de 3) :
| Poule A - RC Toulon - Stade toulousain - RC Narbonne | Poule B - SU Agen - Arlequins perpignanais - Biarritz olympique | Poule C - SBUC - Section paloise - AS Montferrand |
| Poule D - US Quillan - CA Bègles - Limoges rugby     | Poule E - FC Lézignan - FC Grenoble - Boucau stade              | Poule F - AS Carcassonne - US Dax - CASG          |
| Poule G - AS Béziers - SA Bordeaux - SC Albi         | Poule H - US Perpignan - Aviron bayonnais - US Cognac           |                                                   |

Dans ces deux phases, les rencontres se jouent sur un match simple (pas d'aller-retour).
Les premiers de ces poules de 3 ont disputé les quarts de finale.

## Quarts de finale
- FC Lézignan bat le Stade bordelais Université Club 27 à 5 à Toulouse[3]
- AS Béziers bat AS Carcassonne 3 à 0 à Narbonne (après un premier match nul 6 à 6)
- SU Agen bat l'US Perpignan 15 à 4 (après un premier match nul 6 à 6)
- US Quillan bat RC Toulon 27-3

## Demi-finales
- FC Lézignan bat AS Béziers 9 à 6 (après prolongations).
- US Quillan bat SU Agen 17 à 3 à Bordeaux.

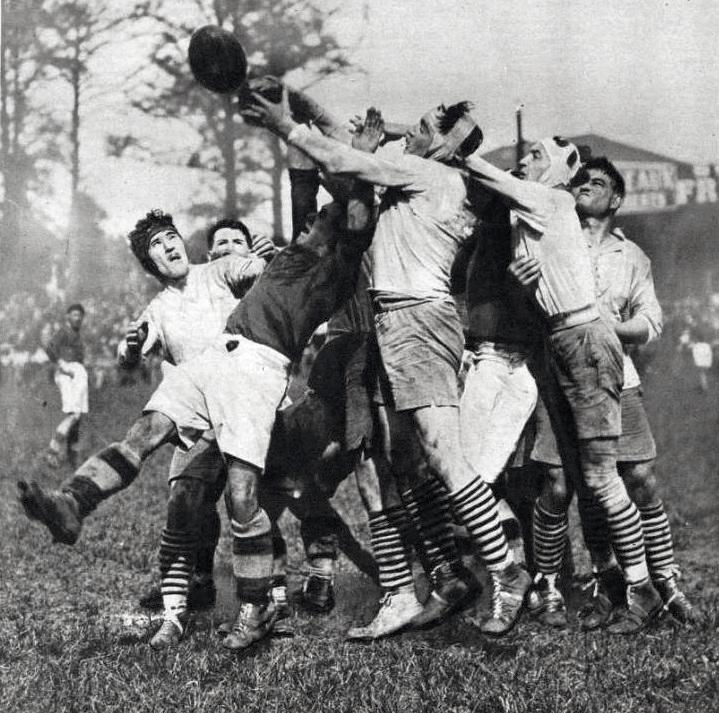
1929 (mai), demi finale du championnat de France au parc Lescure de Bordeaux, un avant agenais (en blanc) attrape le ballon (victoire de Quillan, 17-3).

## Finale
| Équipes        | US Quillan - FC Lézignan |
| Score          | 11-8 (3-0) |
| Date           | 19 mai 1929 |
| Stade          | Stade des Ponts Jumeaux, Toulouse |
| Arbitre        | André Jasmin |
| Les équipes    | |
| US Quillan     | Jean Lladères, Marcel Soler, Marcel Baillette, René Bonnemaison, Jean Bonnet, Amédée Cutzach, François Corbin, Eugène Ribère, Pierre Pourrech, Jean Galia, André Rière, Germain Raynaud, Georges Delort, Georges Martres, Guy Flamand |
| FC Lézignan    | André Calmet, Michel Bigorre, Marius Dedieu, Robert Gachein, Pierre Cance, Louis Bès, Roger Llari, Antoine Wisser, Célestin Wisser, Arthur Boyer (c), Louis Haener, André Clady, Léon Duezo, Maurice Porra, Léopold Fabre             |
| Points marqués | |
| US Quillan     | 3 essais de Bonnet, Rière, Baillette 1 transformation de Ribère |
| FC Lézignan    | 2 essais de Clady et Fabre 1 transformation de Clady |

## Autres compétitions
En championnat de France Honneur (2e division), NAC Roanne bat Olympique de Carmaux en finale 11 à 0.
En Promotion (3e division), le FC Auch bat l'Union Sportive Domène 6 à 3.
En 4e série, le Club Amical de Morcenx bat Saint-Marcellin 16 à 0.
Le Stade français est champion de France des équipes réserves, battant en finale le Biarritz olympique 3 à 0.